# Martín del Río
Martín del Río település Spanyolországban, Teruel tartományban. Martín del Río Pancrudo, Vivel del Río Martín, Montalbán és Utrillas községekkel határos. Lakosainak száma 370 fő (2024).

## Népesség
A település népessége az utóbbi években az alábbiak szerint változott:
| Lakosok száma | 495  | 474  | 467  | 467  | 429  | 437  | 432  | 401  | 372  | 370  |
|               | 2001 | 2004 | 2007 | 2009 | 2012 | 2014 | 2017 | 2019 | 2022 | 2024 |